# حسین رهبری
حسین رهبری (۱۲۵۱خ زنجان - ۱۳۲۳خ) از مالکان زنجان و نماینده این شهر در دوره‌های ششم تا سیزدهم مجلس شورای ملی بود.
پدرش حاج علی، روحانی بود و خود نیز تحصیلات دینی کرد و در کسوت روحانیت درآمد. املاک وسیعی از پدرش به ارث برد و از شخصیتهای شناخته شده شهر زنجان شد. در سال ۱۳۰۵ به نمایندگی زنجان در مجلس شورای ملی انتخاب شد (دوره ششم) و در همین دوره لباس روحانیت از تن درآورد. او تا هفت دوره بعد کرسی خود را در مجلس حفظ کرد.